# الدوري الفنزويلي الممتاز 2001–02
الدوري الفنزويلي الممتاز 2001–02 (بالإسبانية: Primera División Venezolana 2001-02)‏ هو الموسم 82 من الدوري الفنزويلي الممتاز. كان عدد الأندية المشاركة فيه 10، وفاز فيه Nacional Táchira ‏.